# スパイダーマン・アンリミテッド
『スパイダーマン・アンリミテッド』（Spider-Man Unlimited）は、マーベル・コミックの大ヒットアメコミ『スパイダーマン』を原作とした、1999年10月2日から2001年3月31日までフォックス放送のFox Kidsで放送されたアメリカのテレビアニメシリーズ。1994年から1998年まで同局で放送されたスパイダーマンTASの続編でもある。当初は視聴率の成功を受けていたが、ポケットモンスターとデジモンアドベンチャーに人気を押されてしまい、新展開を見せないまま第13話を以って打ち切られた。
2023年のアニメ映画『スパイダーマン:アクロス・ザ・スパイダーバース』には、ミゲル・オハラのスパイダーマン・ソサエティのメンバーとして登場している。
日本では2005年12月3日から2006年1月14日まで、トゥーン・ディズニーのJETIXで放送された。

## 概要
地球によく似た惑星「カウンターアース」での、スパイダーマンことピーター・パーカーの活躍を描いたSF作品。この世界では「アース7831」と呼ばれている。
宇宙飛行士ジョン・ジェイムソンが、地球によく似た惑星カウンターアースを発見。ジョンは、その星へ向かう事になった。しかし「惑星の状況は絶望的」であり、その通信を最後にジョンは消息不明となる。スパイダーマンは、住民からの汚名を返上するために、カウンターアースにジョンの救出に向かった。
カウンターアースは、ハイ・エヴォリューショナリーが支配する惑星であった。彼の創り出したビースティアル（動物人間）が惑星を支配し、人類は虐げられていた。ジョンは人類のためにレジスタンスに参加しており、スパイダーマンもその動向を共にする。
- 序盤で地球を発つため、メリー・ジェーンやJ・ジョナ・ジェイムソンなどのキャラクターは、出番が限られている（オリジナル・コスチュームも同様である）。
- ヴェノム、カーネイジがジョンに同行（密航）したため、彼らも登場する。
- カウンターアースは「地球によく似た惑星」であり、「（地球の住人と）よく似たキャラクター」も登場する（#ヴィラン、他を参照）。
- 科学技術は地球より進歩している（ハイ・エヴォリューショナリー勢力が一人乗りの飛行マシンを利用している）。

## 登場人物

### 人類、レジスタンス
ピーター・パーカー/スパイダーマン
声 - 森川智之/英 - リノ・ロマノ
本作では、リード・リチャーズ（ファンタスティック・フォー）の創ったコスチューム（システム）を使用する。
オリジナル・コスチュームとはデザインが違う他、以下のような特殊な装備・システムがある。
- 変身機能（ヴェノムやカーネイジのような「変身」を行う）
- ステルス機能（透明化）

カウンターアースでもフリーランスのカメラマンとして活動している。
ジョン・ジェイムソン/マンウルフ
声 - 最上嗣生/英 - ジョン・ペイン、スコット・マクニール（マンウルフの鳴き声）
J・ジョナ・ジェイムソンの息子。レジスタンスに参加。
カウンターアースに到着した際にハイ・エヴォリューショナリーに捕らえられ、彼にマンウルフに変身する能力を与えられる。
ダニエル・ブロムリー
声 - 齋藤龍吾/英 - クリストファー・ゲイズ
中年のレジスタンス。ネクタイをしている。
消息不明の兄がいた。
ギット
レジスタンス。包帯男。サー・ラムと因縁がある。
カレン
声 - /英- キンバリー・ホーソーン
若い女性レジスタンス。
ナオコ・ヤマダ＝ジョーンズ
声 - 松下こみな/英 - アキコ・モリソン
女医。ピーターを下宿させている。息子が一人いる。
シェーン・ヤマダ＝ジョーンズ
声 - 松元恵/英 - リース・フーバー

### ヴィラン、他
ゴブリン
声 - 長島雄一/英 - リノ・ロマノ
グリーンゴブリンに似た外見だが、性格などは異なる（別人）。その正体はナオコの夫、ヘクトール・ジョーンズではないかと思われる描写があるが断定はされていない。
ヴァルチャー
声/英 - スコット・マクニール
エドワード・チャールズ・ブロック/ヴェノム
声 - 青山穣/英 - ブライアン・ドラモンド
カーネイジともにジョンの乗るスペースシャトルに密航してきた。一度共生体エイリアンと分離するが、すでに彼の体はエイリアンなしでは生きることのできない体質になっていた。
クレタス・キャサディ/カーネイジ
声 - 岡野浩介/英 - マイケル・ドノヴァン
ヴェノムとともに地球から密航してきた。

### ハイ・エヴォリューショナリー勢力
ハイ・エヴォリューショナリー
声 - 沢木郁也/英 - リチャード・ニューマン
実験により、動物人間を創り出した。カウンターアースの支配者。
ロード・タイガー
声 - /英 - デビッド・ゾロボフ
名が示すとおり、虎を基に作られたビースティアル。人類にある程度の理解を示している。
サー・ラム
声 - 佐藤晴男/英 - ロン・ハルダー
羊を基に作られたビースティアル。

### 地球在住
メリー・ジェーン
声 - 甲斐田裕子/英 - ジェニファー・ヘイル
ピーターの恋人。
J・ジョナ・ジェイムソン
声 - 廣田行生/英 - リチャード・ニューマン
デイリー・ビューグル新聞社の発行人。
ニック・フューリー
声 - 大川透/英 - マーク・ギボン

### その他
X51
声 - 田中一永/英 - デール・ウィルソン
- 役名不明 - 北沢力[8]、森夏姫[9]、加藤悦子[10]

## 放映リスト
| 話数 | 話数 | サブタイトル                 | 原題                       | 脚本 | 演出                     | 放送日          | 放送日         |
| ---- | ---- | ---------------------------- | -------------------------- | --- | ------------------------ | --------------- | -------------- |
| 1    | 1    | もうひとつの世界 パート1     | Worlds Apart, Part 1       | マイケル・リーヴス ウィル・ミグニオット（原案）                                                                                | パトリック・アーチボルト | 1999年 10月2日  | 2005年 12月3日 |
| 2    | 2    | もうひとつの世界 パート2     | Worlds Apart, Part 2       | マイケル・リーヴス ウィル・ミグニオット（原案）                                                                                | パトリック・アーチボルト | 10月9日         | 12月4日        |
| 3    | 3    | 地下コロニー・シノプティック | Where Evil Nests           | スティーヴ・ペリー ベイニー・チャンドラー・リーヴス ウィル・ミグニオット（原案）                                               | パトリック・アーチボルト | 10月16日        | 12月10日       |
| 4    | 4    | 孤独なギット                 | Deadly Choices             | スティーヴ・ペリー ウィル・ミグニオット（原案）                                                                                | パトリック・アーチボルト | 2000年 12月23日 | 12月11日       |
| 5    | 5    | 悲しみのマシンマン           | Steel Cold Heart           | ロジャー・スライファ ウィル・ミグニオット（原案）                                                                              | パトリック・アーチボルト | 2001年 1月13日  | 12月17日       |
| 6    | 6    | 暗殺者 ハンター              | Enter the Hunter!          | ダイアン・デュエイン ピーター・モーウッド マイケル・リーヴス（原案） ロジャー・スライファ（原案） ウィル・ミグニオット（原案） | パトリック・アーチボルト | 2月3日          | 12月18日       |
| 7    | 7    | もうひとりのヴァルチャー     | Cry Vulture                | ラリー・ブロディ ロデリック・テイラー                                                                                          | パトリック・アーチボルト | 2月10日         | 12月24日       |
| 8    | 9    | ビースティアルの嘆き         | Sustenance                 | ラリー・ブロディ ロデリック・テイラー                                                                                          | パトリック・アーチボルト | 2月17日         | 12月31日       |
| 9    | 8    | ジョンの秘密                 | Ill Met By Moonlight       | ラリー・ブロディ ロデリック・テイラー                                                                                          | パトリック・アーチボルト | 3月3日          | 12月25日       |
| 10   | 10   | 革命戦士ブロムリー           | Family Matters             | ラリー・ブロディ マーク・ホフマイヤー                                                                                          | パトリック・アーチボルト | 3月10日         | 2006年 1月1日  |
| 11   | 11   | 人間に戻ったブロック         | One is the Lonliest Number | ラリー・ブロディ ロデリック・テイラー                                                                                          | パトリック・アーチボルト | 3月17日         | 1月7日         |
| 12   | 12   | カレンのDNA                  | The Sins of Our Fathers    | ラリー・ブロディ ロデリック・テイラー                                                                                          | パトリック・アーチボルト | 3月24日         | 1月8日         |
| 13   | 13   | 解き放たれた運命             | Destiny Unleashed          | ラリー・ブロディ ロデリック・テイラー                                                                                          | パトリック・アーチボルト | 3月31日         | 1月14日        |

シーズン2には新展開を含む幾つかの脚本が書かれていたが、制作されることはなかった。

## 放送局
| 放送局               | 放送期間                      | 放送時間                                                      | 備考                          |
| -------------------- | ----------------------------- | ------------------------------------------------------------- | ----------------------------- |
| トゥーン・ディズニー | 2005年12月3日 - 2006年1月14日 | 土曜 - 日曜 7時00分 - 7時30分 土曜 - 日曜 10時00分 - 10時30分 | ジェティックス枠 リピートあり |

## スタッフ

### オリジナル版
- 製作総指揮 - スタン・リー、アヴィ・アラッド、エリック・S・ロールマン
- 共同製作総指揮 - マシュー・エデルマン
- プロデューサー - ウィル・ミューニオット
- 音楽 - シュキ・レヴィ、クッサ・マーチ
- 製作 - マーベル・エンタープライズ、サバン・エンターテイメント

### 日本語吹き替え版
- 翻訳 - 小西恵
- 演出 - 久保宗一郎
- 録音製作 - 東北新社

## 配信
アメリカでは2019年よりDisney+で配信されている。日本ではトゥーンディズニー放送時の映像でビデオマーケット、カンテレドーガ、DMM TVで配信されており、過去にHulu、Rakuten TV、GYAO!ストアで配信されたことがある。Disney+では英語版映像のまま配信されている。